# Santi Aragón
Santiago Aragón Martínez (Málaga, España, 3 de abril de 1968), más conocido como Santi Aragón, es un exfutbolista español. Su posición en el campo era la de centrocampista.

## Biografía
Santiago Aragón es hijo del también jugador de fútbol Santiago Aragón García, que hizo carrera en el CD Málaga. Se formó como futbolista en las categorías inferiores del Real Madrid y fue en múltiples ocasiones internacional con las selecciones españolas juveniles. En 1986 dio el salto al Castilla, el conjunto filial de Segunda División. En la campaña siguiente logró debutar en Primera División, el 16 de abril de 1988, en la jornada 33, ante el Celta en Balaídos. Disputó el partido completo y ambos equipos cosecharon un empate sin goles. El entrenador del conjunto madridista era el neerlandés Leo Beenhakker, que ese año consiguió el título de Liga.
Fue entonces cuando comenzó a ser cedido a otros equipos, donde pasó con más pena que gloria. En la temporada 88/89 jugó en el RCD Español, con el que solo disputó 8 partidos de Liga, y en la 89/90, estuvo en el C.D. Logroñés, con el que le fue mejor y pudo jugar 23 partidos, anotando 3 goles. El conjunto riojano firmó una buena campaña, quedando 7.º en la clasificación, y el Real Madrid decidió repescar a Santiago Aragón.
En ese momento se hizo famoso en el fútbol nacional por el gol que le marcó a Andoni Zubizarreta desde el centro del campo. Fue con el Real Madrid en la Supercopa de España ante el Fútbol Club Barcelona. Después, en el campeonato de Liga, solo participó en 17 partidos, en los que marcó un gol.
Sin embargo, el Real Madrid le volvió a ceder, esta vez al Valladolid, con el que no le fue demasiado bien, ya que solo jugó 17 partidos (3 goles) y su equipo descendió de categoría.
Hasta que a finales de la temporada 92/93 fue cedido al Real Zaragoza con una opción de compra. Participó en diez partidos y metió dos goles. El primero, en su debut con el conjunto blanquillo, ante el Tenerife, fue una jugada excepcional que finalizó con una excelente vaselina. Dado su buen rendimiento, se ganó la confianza del entrenador, Víctor Fernández, y el equipo aragonés se hizo con sus derechos definitivamente para la campaña siguiente.
Y ahí llegó la confirmación de Santiago Aragón. En la temporada 93/94 se convirtió en el cerebro de un Real Zaragoza que deslumbró, ganando la Copa del Rey y quedando 3.º en Liga. El equipo hacía un fútbol ofensivo y vistoso con Aragón creando juego y poniendo calidad en el centro del campo, junto con otros hombres de talento como Nayim, Gustavo Poyet o José Aurelio Gay. Jugó 34 partidos de Liga y anotó 7 goles (5 de penalti).
Ya en la 94/95 se consolidó como uno de los mejores mediocentros organizadores del país. Su nivel fue excepcional, y el equipo logró el título más importante de su historia: la Recopa. Especialmente memorable el gol que marcó al Chelsea en Londres.
A partir de ese momento, tanto el equipo como muchos jugadores, entre ellos Aragón, pegaron un gran bajón, y en la 95/96 quedaron en mitad de tabla, en la 13.ª posición, mucho más abajo de lo esperado. Y todavía se pasaron más problemas en la 96/97, en una nefasta primera vuelta de Liga con el Zaragoza en puestos de descenso, lo que llevó a la destitución del entrenador. Sin embargo, con la llegada de Luis Costa el equipo despegó y volvió a finalizar en mitad de tabla.
En la temporada 97/98 le costó entrar en el equipo, sobre todo por problemas con las lesiones. Aun así, jugó 26 partidos y marcó 5 goles. Especialmente bonito uno de falta directa en El Molinón ante el Sporting de Gijón.
Con la llegada de Txetxu Rojo al banquillo zaragocista, Aragón volvió a tener confianza y el equipo hizo una excepcional campaña en la 99/00, quedando 4.º. A raíz de eso llegó su cuesta abajo como futbolista, y en la siguiente temporada solo participó en 12 encuentros, aunque logró su segunda Copa del Rey y se pasaron apuros para mantener la categoría en Liga. La posterior fue la 01/02, con el descenso a Segunda División.
Y finalmente, su última temporada como profesional fue la 02/03, en la que el Real Zaragoza logró el ascenso a Primera División. Aragón empezó la temporada como titular y dejando ver que su calidad iba demasiado sobrada en la categoría. Sin embargo, a mitad de temporada perdió el puesto en detrimento de Constantin Galca, que había llegado por petición expresa del entrenador, Paco Flores.
Comenzó su carrera como entrenador dirigiendo al Infantil de segundo año del Real Zaragoza en 2004, y la temporada siguiente llevó al mismo grupo de jugadores en categoría Cadete de primer año. En el inicio de la temporada actual, 2007/2008, comenzó a trabajar como responsable de actividades deportivas de la Fundación Real Zaragoza, cargo que abandonó para pasar a ser el segundo entrenador del primer equipo después de la destitución de Víctor Fernández, como ayudante de Ander Garitano. Sin embargo, la dimisión de este pocos días después de su nombramiento supuso su retorno al trabajo en la mencionada Fundación

## Trayectoria

### Carrera como jugador
- Castilla C.F. (1986-1988)
- Real Madrid C. F. (1987-1988)
- RCD Español (1988-1989)
- C.D. Logroñés (1989-1990)
- Real Madrid C. F. (1990-1991)
- Real Valladolid (1991-1992)
- Real Zaragoza (1992-2003)

### Carrera como entrenador
- Real Zaragoza Infantil A (2004-2005)
- Real Zaragoza Cadete B (2005-2006)

### Carrera como ayudante de entrenador
- Real Zaragoza Primer equipo (2008)

## Palmarés

### Campeonatos continentales
- Recopa de Europa - Real Zaragoza (1995)

### Campeonatos nacionales
- Copa del Rey - Real Zaragoza (1994)
- Copa del Rey - Real Zaragoza (2001)
- Supercopa de España - Real Madrid (1990)
- Liga de España - Real Madrid (1988)